# アードモア駅 (オクラホマ州)
アードモア駅（英語：Ardmore Station）は、オクラホマ州アードモア イースト・メイン・ストリート251にある駅。

## 利用可能な鉄道路線／列車
アムトラックのアードモア駅に停車する列車は下記の通り。
オクラホマシティとフォートワース間の昼行中距離列車ハートランド・フライヤー号…1日1往復停車